# اندرسون (میزوری)
اندرسون، میسوری (به انگلیسی: Anderson, Missouri) یک شهر در ایالات متحده آمریکا است که در میزوری واقع شده‌است.

## خصوصیات
اندرسون ۵٫۳۴ کیلومترمربع مساحت و ۱٬۹۶۱ نفر جمعیت دارد و ۲۶۹ متر بالاتر از سطح دریا واقع شده‌است.